# 維爾德卡峰

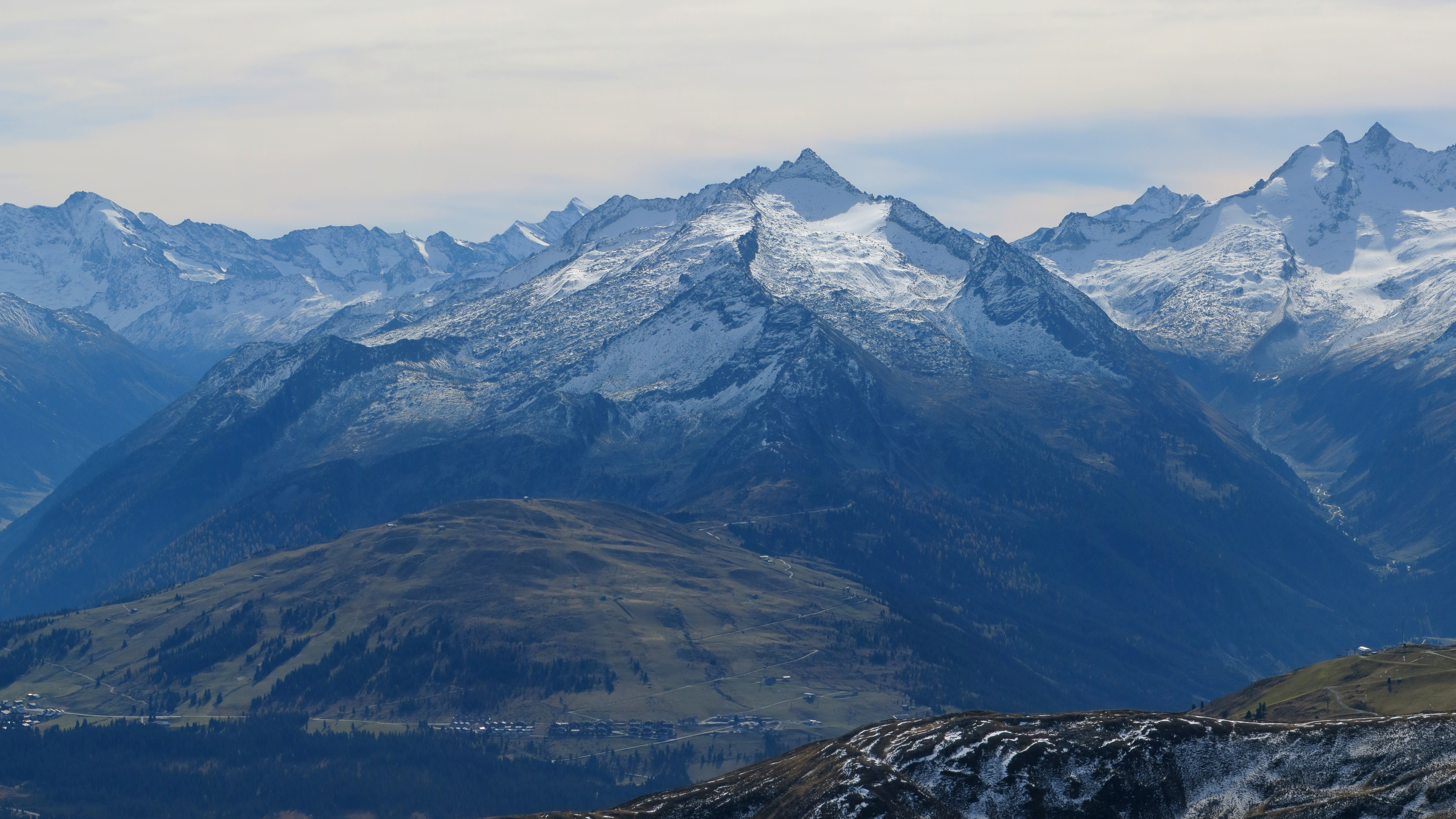

47°10′23″N 12°08′21″E / 47.17306°N 12.13917°E
維爾德卡峰（德語：Wildkarspitze），是奧地利的山峰，位於該國中部，由薩爾茨堡州負責管轄，屬於齊勒塔爾阿爾卑斯山脈的一部分，距離賴興峰3.8公里，海拔高度3,073米。